# جون كولينز (لاعب كرة سلة أمريكي)
جون كولينز (23 سبتمبر 1997 في الولايات المتحدة - ) (بالإنجليزية: John Collins)‏ هو لاعب كرة سلة أمريكي في مركز هجوم قوي الجسم. لعب مع Wake Forest Demon Deacons men's basketball ‏.

## وصلات خارجية
- جون كولينز (لاعب كرة سلة أمريكي) على موقع إن بي أي (الإنجليزية)
- جون كولينز (لاعب كرة سلة أمريكي) على موقع سبورتس رفرنس (الإنجليزية)
- جون كولينز (لاعب كرة سلة أمريكي) على موقع كرة السلة الأوروبية.كوم (الإنجليزية)
- جون كولينز (لاعب كرة سلة أمريكي) على موقع إي إس بي إن.كوم (الإنجليزية)
- جون كولينز (لاعب كرة سلة أمريكي) على موقع كلية كرة السلة في سبورتس رفرنس.كوم (الإنجليزية)
- جون كولينز (لاعب كرة سلة أمريكي) على موقع ريلجم (الإنجليزية)
- جون كولينز (لاعب كرة سلة أمريكي) على موقع بروبوليرز (الإنجليزية)